# Nagy Gyula (levéltáros)
Nagy Gyula, 1885-től Tasnádi Nagy Gyula (Harkács, 1849. június 23. – Budapest, 1924. június 14.) levéltáros, történész, a Magyar Tudományos Akadémia levelező tagja (1892). Tasnádi Ilona színésznő édesapja.

## Pályája
Nagy Károly (Gömör vármegye főjegyzője, 1848-ban a magyar kormány idején az országos főtörvényszék elnöke) és Ujházy Paulina fia. A gimnáziumot Sárospatakon, Rimaszombatban és a pesti református főgimnáziumban végezte, ahol 1867-ben érettségizett. Három évig a pesti egyetemen a bölcseletet hallgatta, ezután félévet a müncheni egyetemen töltött, ahol Franz von Löher oklevéltani kollégiumát hallgatta. Hazatérése után néhány évig Zemplén vármegyében családja birtokán gazdálkodott, mígnem 1876-ban a Magyar Nemzeti Múzeum könyvtáránál (ma: Országos Széchényi Könyvtár) nyert alkalmazást. 1877-ben a Magyar Nemzeti Levéltárnál előbb fogalmazó, 1891 márciusában allevéltárnok, majd levéltárnok, később országos főlevéltárnok lett. A Magyar Tudományos Akadémia 1892. május 5-én levelező tagjának választotta. A Magyar Történelmi Társulat igazgató-választmányi tagja és titkára, a Magyar Heraldikai és Genealógiai Társaság igazgató-választmányi tagja volt. Sírját a Farkasréti temetőben felszámolták.

## Írásai
Cikkei megjelentek a Századokban (1870. A magyar nemzetségekről, 1871. Régi magyar községi pecséteink statistikája, 1872. Magyar onomasticon, Thurzó Karolina arcképe az augsburgi múzeumban, 1873. A Lónyaiak deregnyei levéltára XIV. és XV. századi okmányairól, 1877. Régi magyar községi pecsétek, 1880. Mokcsay levéltár, Ukkon pohara, Krosznai magyarok, 1884-85. könyvism., 1889. Jelentés a Somosy család okiratairól); az Athenaeumban (1873. A magyar őstörténethez); a Magyar Nyelvőrben (1877-79. Okiratbeli magyar szavak, Inh, Jász, íjász, 1880. Vezetéknevek); a Történelmi Tárban (1878. Tihanyi szerszámok, Ukkon pohara, Ingóságok 1549-ből, Ezüst művek 1558-ból, 1879. Batthyányi Ferencz levelei Thurzó Györgyhöz és Thurzó Imréhez 1606-1620., 1880-81. Adalékok az 1619. évi pozsonyi országgyűlés történetéhez); az Archaeologiai Értesítőben (1878. Szénhalom, hamuhajlok, pogánysír, Még egy szénhalom, A koloni hamuhalom, 1879. Egy lelet története a negyvenes évekből, 1895.); az Akadémiai Értesítőben (A középkori közjegyzői intézmény, A königsbergi töredék újabban felfedezett részei); a Figyelőben (1878. Egy ismeretlen nőköltő); a Nemzeti Nőnevelésben (1880. Régi magyar élet); a Zemplénben (1880. A terebesi országgyűlés 1454-ben, A nádori törvényszékek megszüntetése Zemplén vármegyében, 1881. Eltünt vármegyék: Patak megye, Szerencs megye, 1882. Uj törvény régi dolgok); a Magyar Könyvszemlében (1880. Telegdi Miklós pécsi püspök könyvtára 1586-ból, Adalék a könyvek becsüjéhez 1349-ből, 1883. Adalék Basirius Izsák XVII. századbeli gyulafehérvári tanár könyvtárához, 1887. Egy kéziratban maradt magyar-latin szótár töredéke 1580. tájáról); az Ország-Világban (1881. Levelek az amerikai emigrációból, 1882. A borsi kastély kétszáz év előtt); a Turulban (1883. A turulról, 1884. Királyi hadbaszállások, hadak oszlása, eztenkeddnap, VIII. Lazói János czímere); a Magyar Gazdaságtörténeti Szemlében (1897. Kamarai utasítások a gabona-, méh-, bor- és bárány-tizedszedők részére 1571-1605., 1899. Utasítás az 1600. évi adó-kiigazítók részére); az Adalékok Zemplén vármegye történetéhez című folyóiratban (III. IV. 1898-99. Zemplén vármegye népessége az 1598. évi kamarai adólajstromok szerint, IV. k. Zemplén vármegye birtokosai a XVI. században, Zemplén vármegye taksás nemesei a XVI. században).

## Munkái
- A nagymihályi és sztárai gróf Sztáray család oklevéltára. I.–II. kötet. Budapest, 1887, 1889.
- Hazai oklevéltár 1234–1536. Budapest, 1879. (Nagy Imrével és Deák Farkassal).
- Zala vármegye története. Oklevéltár I.–II. kötet. Budapest, 1886, 1890 (Nagy Imrével és Véghelyi Dezsővel).
- Zemplén vármegye a XVI. században. Sátoraljaújhely, 1888 (a Zemplén megyei orvosgyógyszerész egyesület kiadványa).
- Lipóczi Keczer Ambrus Naplója 1663–1669. Budapest, 1894 (Magyar Történelmi Emlékek. Irók XXXIII. k. M. Tört. Évkönyvek és Naplók II. k.).
- Czegei Vass György és Vass László Naplója 1659–1739. Budapest. 1896. (Magyar Történelmi Emlékek. Írók, XXXV. k. M. Tört. Évkönyvek és Naplók III. k.).
- Magyar Törvénytár (1000–1895). Millenniumi emlékkiadás. Budapest, 1899 (Magyar Törvénytár 1000–1526. évi törvénycikkek. Az Árpádházbeli királyok alatt 1000–1301. alkotott törvényeket fordította és jegyzetekkel ellátta).

Szerkesztette a Századok című folyóiratot.